# 林鶚
林 鶚（りん がく、1423年 - 1476年）は、明代の官僚。字は一鶚。本貫は台州府太平県。

## 生涯
林純と程氏のあいだの子として生まれた。1451年（景泰2年）、進士に及第した。御史に任じられ、京畿の郷試を監督した。陳循らが官僚の考査をおこなったとき、林鶚が同郷の林挺の科挙試験を担当していたことから、陳循は私曲があるものと疑い、林挺を逮捕して取り調べた。林挺からは不正の証拠が出ず、潔白とされた。
1457年（天順元年）、英宗が復辟すると、林鶚は鎮江府知府として出向した。京口の水門と甘露の旧堰跡を浚渫して、舟が通過できるようにするよう上奏した。1462年（天順6年）、林鶚は蘇州府知府に転じた。
成化初年、林鶚は江西按察使に転じた。広東の反乱軍が移動して贛州が危急を告げたため、林鶚は兵を分派して贛州を守らせ、反乱軍を撃退させた。広信府の宗教反乱が天神を称して民衆を扇動したため、林鶚はその首領を捕らえて処刑し、宗派を解散させた。右布政使・左布政使を歴任した。飢饉にあって、租税15万石を減額するよう上奏した。
1470年（成化6年）、南京刑部右侍郎に抜擢された。1471年（成化7年）、母が死去したため、官を辞して喪に服した。1474年（成化10年）、喪が明けると、北京に召還されて刑部右侍郎となった。1476年（成化12年）12月8日、病没した。享年は54。1544年（嘉靖23年）、刑部尚書の位を追贈された。諡は恭粛といった。著書に『畏斎存稿』10巻があった。